# سينما عربية

شعار مهرجان القاهرة السينمائي الدولي

السينما العربية يقصد بها السينما في العالم العربي، ويتم إنتاج غالبية الافلام في مصروسوريا.والتي بدأت عام 1908.

## المهرجانات السينمائية العربية الدولية

### مهرجان القاهرة السينمائي الدولي
هناك العديد من المهرجانات السينمائية التي تقام في أنحاء مختلفة من العالم العربي على رأسها مهرجان القاهرة السينمائي الدولي تأسس في 16 أغسطس 1976 ويعد أول مهرجان سينمائي دولي عقد في العالم العربي، ويعتبر هذا المهرجان واحدا من أهم أحد عشر مهرجان على مستوى العالم.وهناك مهرجانات سينمائية أخرى، منها مهرجان الإسكندرية السينمائي الدولي
مهرجان الإسماعيلية للأفلام التسجيلية والقصيرة
ومهرجان الأقصر للسينما الأفريقية

### مهرجان قرطاج السينمائي الدولي
- مهرجان قرطاج الدولي

### مهرجان أبوظبي السينمائي الدولي
- مهرجان أبوظبي للأفلام

### مهرجان الفيلم العربي في فلسطين
1. ↑  مهرجان الإسماعيلية للافلام القصيرة والتسجيلية مهرجان الاسماعلية الدولي للأفلام التسجيلية والقصيرة [وصلة مكسورة] نسخة محفوظة 13 أكتوبر 2014 على موقع واي باك مشين.
2. ↑  مهرجان الاقصر السينمائي للسينما الأفريقية مهرجان الاقصر السينمائي للسينما الإفريقية نسخة محفوظة 16 ديسمبر 2013 على موقع واي باك مشين.